# 滕科多戈
滕科多戈（法語：Tenkodogo）是布基納法索東南部的城市，也是中東大區與布尔古省的首府，位於首都瓦加杜古東南185公里。